# Hirondelle paludicole
Riparia paludicola
Espèce
Statut de conservation UICN

 LC  : Préoccupation mineure
L'Hirondelle paludicole (Riparia paludicola) est une espèce de passereaux de la famille des Hirundinidae.

## Systématique
L’espèce a été décrite par l'ornithologue français Louis Jean Pierre Vieillot en 1817.

## Aire de répartition
Cet oiseau vit au Maroc et en Afrique subsaharienne.
Elle a été observée accidentellement en France et dans certains pays d'Afrique subsaharienne (Sénégal, Gambie, Guinée-Bissau, Côte d'Ivoire, République du Congo, Somalie) et du Moyen-Orient (Israël, Émirats arabes unis, Oman).

### Sous-espèces
Selon la classification de référence du Congrès ornithologique international (14.2, 2024) elle se répartit en six sous-espèces (ordre phylogénique) :
- Riparia paludicola mauritanica (Meade-Waldo, 1901) — Maroc ;
- Riparia paludicola minor (Cabanis, 1850) — aire dissoute à travers le Soudan (région) ;
- Riparia paludicola schoensis Reichenow, 1920 — hauts plateaux abyssins et vallée du Nil ;
- Riparia paludicola newtoni Bannerman, 1937 — Grassland (Cameroun) ;
- Riparia paludicola ducis Reichenow, 1908 — Rwenzori, Ouganda, Kenya et Tanzanie ;
- Riparia paludicola paludicola (Vieillot, 1817) — de l'Angola au sud de la Tanzanie et Afrique australe.

Deux sous-espèces, qui appartenaient autrefois à cette espèce, ont été séparées par le COI pour créer la nouvelle espèce, Riparia chinensis. Il s'agit des anciennes sous-espèces Riparia paludicola chinensis (J.E. Gray, 1830) et Riparia paludicola tantilla Riley, 1935.

## Description
Cet oiseau présente un plumage essentiellement brun en particulier sur le dessus.

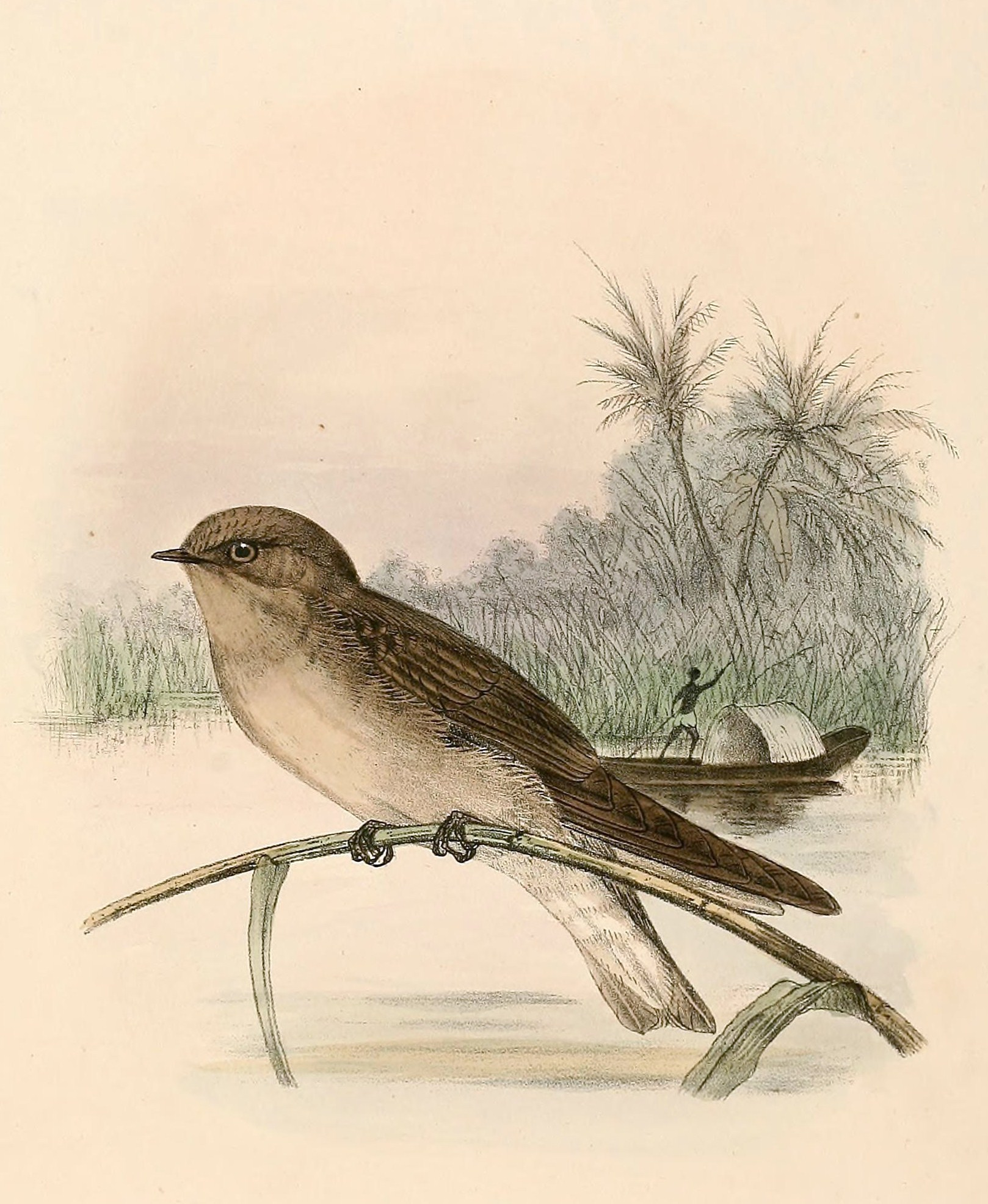
Riparia paludicola minor
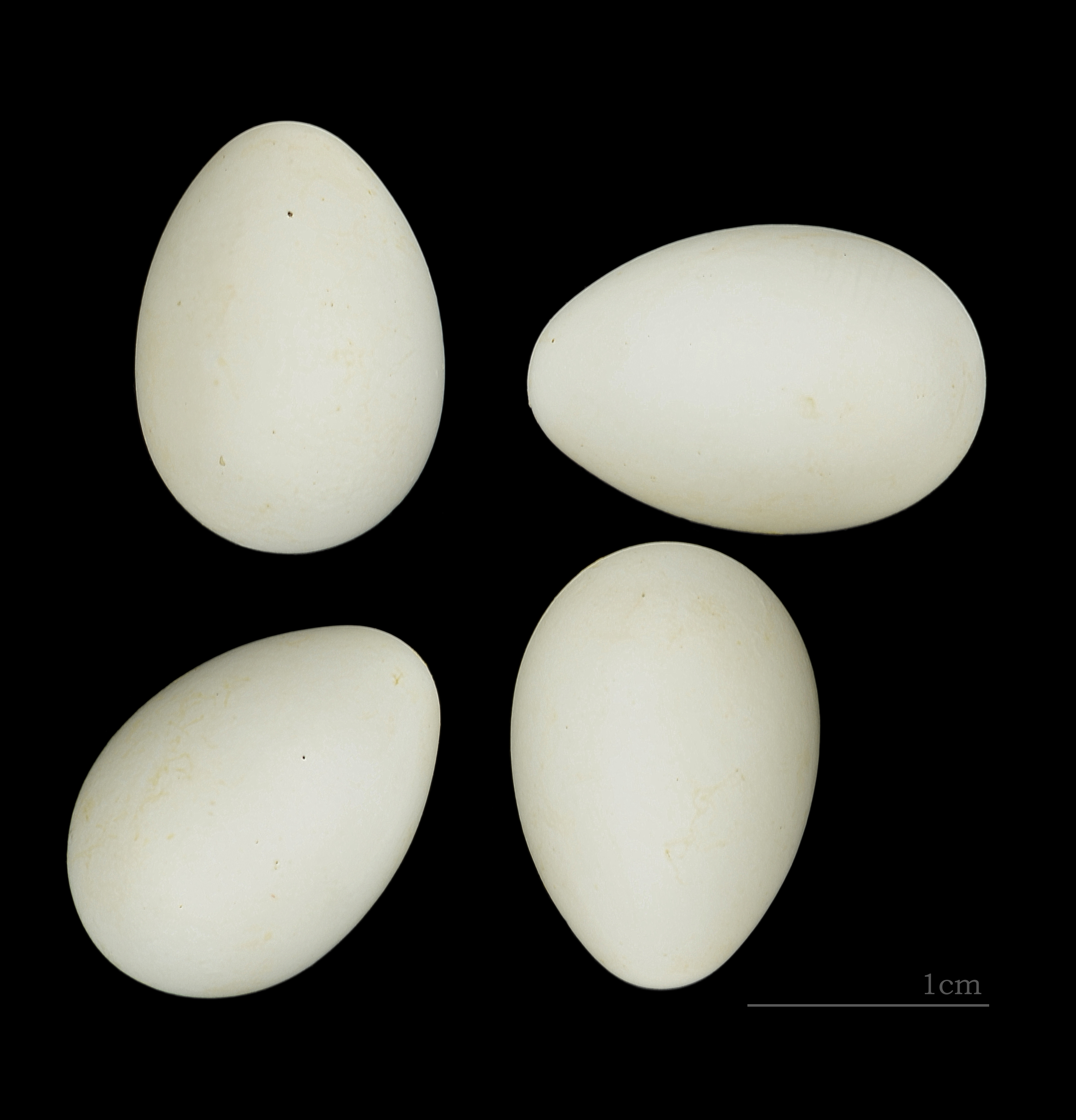
Œufs d'Hirondelle paludicole —Muséum de Toulouse